# Современный мушкетёр
Современный мушкетёр (англ. A Modern Musketeer) — американский приключенческий боевик режиссёра Аллана Двона 1917 года.

## Сюжет
История о юноше из Канзаса, который, начитавшись книг о трёх мушкетёрах, отправился на Дикий Запад, желая стать новым д’Артаньяном.

## В ролях
- Дуглас Фэрбенкс — д’Артаньян
- Марджори Доу — Элси Додж
- Кэтлин Киркхем — миссис Додж
- Юджин Ормонд — Форрест Вандетир
- Эдит Чапман — миссис Такер
- Фрэнк Кампе — Чин-де-дах
- Талли Маршалл — Джеймс Браун
- Джим Мейсон — бандит
- Сейзу Питтс — Канзас Белль
- Чарльз Стивенс — индеец